# Brassavola retusa
Brassavola retusa är en orkidéart som beskrevs av John Lindley. Brassavola retusa ingår i släktet Brassavola och familjen orkidéer. Inga underarter finns listade i Catalogue of Life.